# Waldemar Weiz
Waldemar Waldi Weiz (* 9. Juli 1949 in Catterfeld, Thüringen) ist ein deutscher Bluesmusiker und Grafiker.

## Musikalische Entwicklung

### Anfänge
Weiz nahm  mit acht Jahren Akkordeonunterricht und spielte in einer Akkordeongruppe. Beeinflusst von den Beatles ließ er sich von seiner Großmutter eine E-Gitarre schenken, brachte sich das Gitarrenspiel autodidaktisch bei und begann in der Schülerband The Trabants und später bei den Blackies in Gotha Beatmusik zu spielen. Doch bald entdeckte er seine Liebe zum Blues, konnte aber seine Musikerkollegen nicht davon überzeugen, den musikalischen Stil zu wechseln. Es war die Zeit, als die Beatlemania auch die DDR erreicht hatte. Mit 16 Jahren, als die DDR-Behörden rigoros gegen die Beatbands vorgingen, erhielt er ein lebenslanges Auftrittsverbot. Willkommener Anlass war ein Verstoß gegen die 60/40-Regel. Weiz ging daraufhin nach Erfurt, wo sich mit Jürgen Kerth und anderen Bands eine Blues-Szene zu entwickeln begann. Trotz des Verbotes stand er recht bald wieder mit der Erfurter Band Die Drei, später Modern Blues auf der Bühne. Offensichtlich hatte sich das Verbot nicht bis zu den Erfurter Behörden herumgesprochen. Bei Modern Blues lernte er auch seine spätere Ehefrau Angelika Weiz kennen.

### Ergo
Weiz gründete 1975 die Band ergo. Der Bandname stand für „also lasst uns beginnen“. Dass dieser Name gleichzeitig die Heimat der Musiker aus ERfurt und GOtha bezeichnete, war eher ein lustiger Nebeneffekt und nicht beabsichtigt. Zur Urbesetzung von ergo gehörten:
- Angelika Weiz (Gesang)
- Waldemar Waldi Weiz (Gesang, Gitarre)
- Frieder Krannich (Mundharmonika)
- Thomas Ludwig (Piano)
- Bernd Franz Fränzel (Saxophon)
- Joachim Degel (Saxophon, Flöte)
- Bernd Saewe (Schlagzeug)
- Olaf Schulz (Bassgitarre)

Im Verlauf des zehnjährigen Bestehens gab es mehrere Umbesetzungen. Weitere Bandmitglieder waren:
- Karl-Heinz Kalle Schüller (Klavier – später in der Erfurter Band PRINZZ)
- Christoph Gölitz (Klavier)
- Nico Schlenker (Klavier)
- Rene Decker (Saxophon)
- Milo (Saxophon)
- Edgar Eddi Janta (Bass)
- Peter von Kintzel (Schlagzeug)
- Detlef Möller (Schlagzeug)

Musikalisch bewegte sich die Band zwischen Blues, Fusion und Funk und hatte auch Eigenkompositionen im Repertoire. Am bekanntesten war der Titel Knickerbocker, der 1979 auf dem Amiga-Sampler Auf dem Wege veröffentlicht wurde. Als Angelika Weiz von Günther Fischer nach Ost-Berlin geholt wurde und Waldemar Weiz einen Reservistendienst in der Nationalen Volksarmee antreten musste, zerfiel die Band. Das letzte Konzert gab ergo am 16. Januar 1985 in der Erfurter Engelsburg, einem Studentenklub. Danach gab es noch kurze Zeit ein „ergo2“-Projekt ohne Angelika Weiz, mit einigen neuen Musikern. Nach deren Auflösung spielte Waldi Weiz zunächst Perkussion als Gast bei der Erfurter Band Lesses Collage und später Leadgitarre, auch als er schon in Berlin wohnte. Sängerin der Band war Anke Schenker. Zugleich arbeitete er als Grafiker.
2006 wurde ergo von Fränzel mit neuer Besetzung wieder gegründet.

### Mama Blues-Projekt und Engerling
Beim Mama Blues Projekt spielte er im Studio mit. Dieses Projekt, bestehend aus 17 Musikern bekannter Rock- und Bluesgruppen der DDR, existierte nur kurzzeitig und spielte 1989 bei Amiga die LP Stormy Spring ein.
Von 1989 bis 1992 spielte Weiz bei Engerling.

### Projekte ab 1992
Ab 1992 verfolgte Weiz eigene musikalische Wege und gründete das Waldemar Weiz Quartett.
Seine aktuelle Formation nennt sich Waldi-Weiz-Band. Zu ihr gehören neben Weiz:
- Udo Weidemüller (Gitarre)
- Simon Pauli (Bass)
- Simon Anke (Keyboard)
- Sebastian Trupart (Schlagzeug)

Gäste:
- Adwoa Hackman (Gesang)
- Dirk Morning (Schlagzeug)
- Carlos Dalelane (Schlagzeug, Bass)
- Matthias Stolpe (Mundharmonika, Gesang, Gitarre)
- Terrence Bowry (Gesang)
- Tom Blacksmith (Gitarre, Mundharmonika, Gesang)

Weiz arbeitet aber auch als Studiomusiker und tritt regelmäßig mit dem Bluessolisten Andreas Krambach, dessen Soloprojekt sich catfish nennt, auf.
2004 auf dem Jazz & Blues Award gewann Waldemar Weiz den 1. Preis der Jury. 2007 veröffentlichte er bei Buschfunk eine Live-CD und ist als Gastmusiker unter anderem auf den CDs A Dark Caucasian Blue und The Acquitted Idiot von Mitch Ryder zu hören.

## Diskografie
- 1999: To Be all Thumbs
- 2003: acousticjam (Livemitschnitt aus der Knorre)
- 2007: Live at Yorckschlösschen
- 2019: Rückspiel